# MotionBuilder
Autodesk MotionBuilder est un logiciel d'infographie destiné à l'animation de personnages en 3D. Contrairement à d'autres logiciels plus généralistes comme 3ds Max, Maya, ou Blender, MotionBuilder est destiné à l'animation et à l'intégration directe de technologies de capture de mouvements (motion capture).
Le logiciel s'appelait à l'origine Filmbox lors de sa création par la société canadienne Kaydara. Cette société fut ensuite acquise par Alias, qui elle-même finira achetée par Autodesk.

## Fonctionnalités
- Animation de corps et des visages
- Intégration d'appareils de capture de mouvements
- Kit de développement qui prend en charge les langages de programmation Python et C++[1]
- Système de ragdolls
- Cinématique inverse
- Système de montage non linéaire 3D
- Interconnexion directe aux autres logiciels d'infographie proposés par Autodesk
- Le format de fichier FBX (.fbx) file format[2] trouve ses origines dans Filmbox